# Yutaka Tahara
Yutaka Tahara (田原 豊 Tahara Yutaka?, nacido el 27 de abril de 1982 en Kagoshima) es un exfutbolista japonés. Jugaba de delantero y su último club fue el Kagoshima United FC de Japón.

## Trayectoria

### Clubes
| Club                | País      | Año         |
| ------------------- | --------- | ----------- |
| Yokohama F. Marinos | Japón     | 2001 - 2002 |
| Kyoto Sanga FC      | Japón     | 2002 - 2008 |
| Shonan Bellmare     | Japón     | 2009 - 2011 |
| Yokohama FC         | Japón     | 2012 - 2013 |
| Samut Songkhram FC  | Tailandia | 2014        |
| Kagoshima United FC | Japón     | 2015        |

## Estadística de carrera

### J. League
| Club                | Año   | J. League | J. League | Copa J. League | Copa J. League | Total | Total |
| Club                | Año   | Part.     | Goles     | Part.          | Goles          | Part. | Goles |
| ------------------- | ----- | --------- | --------- | -------------- | -------------- | ----- | ----- |
| Yokohama F. Marinos | 2001  | 13        | 1         | 1              | 0              | 14    | 1     |
| Yokohama F. Marinos | 2002  | 0         | 0         | 0              | 0              | 0     | 0     |
| Kyoto Purple Sanga  | 2002  | 5         | 1         | 0              | 0              | 5     | 1     |
| Kyoto Purple Sanga  | 2003  | 10        | 1         | 2              | 0              | 12    | 1     |
| Kyoto Purple Sanga  | 2004  | 26        | 6         | -              | -              | 26    | 6     |
| Kyoto Purple Sanga  | 2005  | 32        | 9         | -              | -              | 32    | 9     |
| Kyoto Purple Sanga  | 2006  | 16        | 1         | 3              | 1              | 19    | 2     |
| Kyoto Sanga FC      | 2007  | 31        | 9         | -              | -              | 31    | 9     |
| Kyoto Sanga FC      | 2008  | 24        | 5         | 5              | 1              | 29    | 6     |
| Shonan Bellmare     | 2009  | 41        | 10        | -              | -              | 41    | 10    |
| Shonan Bellmare     | 2010  | 27        | 4         | 3              | 1              | 30    | 5     |
| Shonan Bellmare     | 2011  | 25        | 7         | -              | -              | 25    | 7     |
| Yokohama FC         | 2012  | 30        | 7         | -              | -              | 30    | 7     |
| Yokohama FC         | 2013  | 23        | 1         | -              | -              | 23    | 1     |
| Total               | Total | 303       | 62        | 14             | 3              | 317   | 65    |

## Palmarés

### Títulos nacionales
| Título             | Club                | País  | Año  |
| ------------------ | ------------------- | ----- | ---- |
| Copa J. League     | Yokohama F. Marinos | Japón | 2001 |
| Copa del Emperador | Kyoto Purple Sanga  | Japón | 2002 |
| J2 League          | Kyoto Purple Sanga  | Japón | 2005 |